# Barquinha (instrumento)

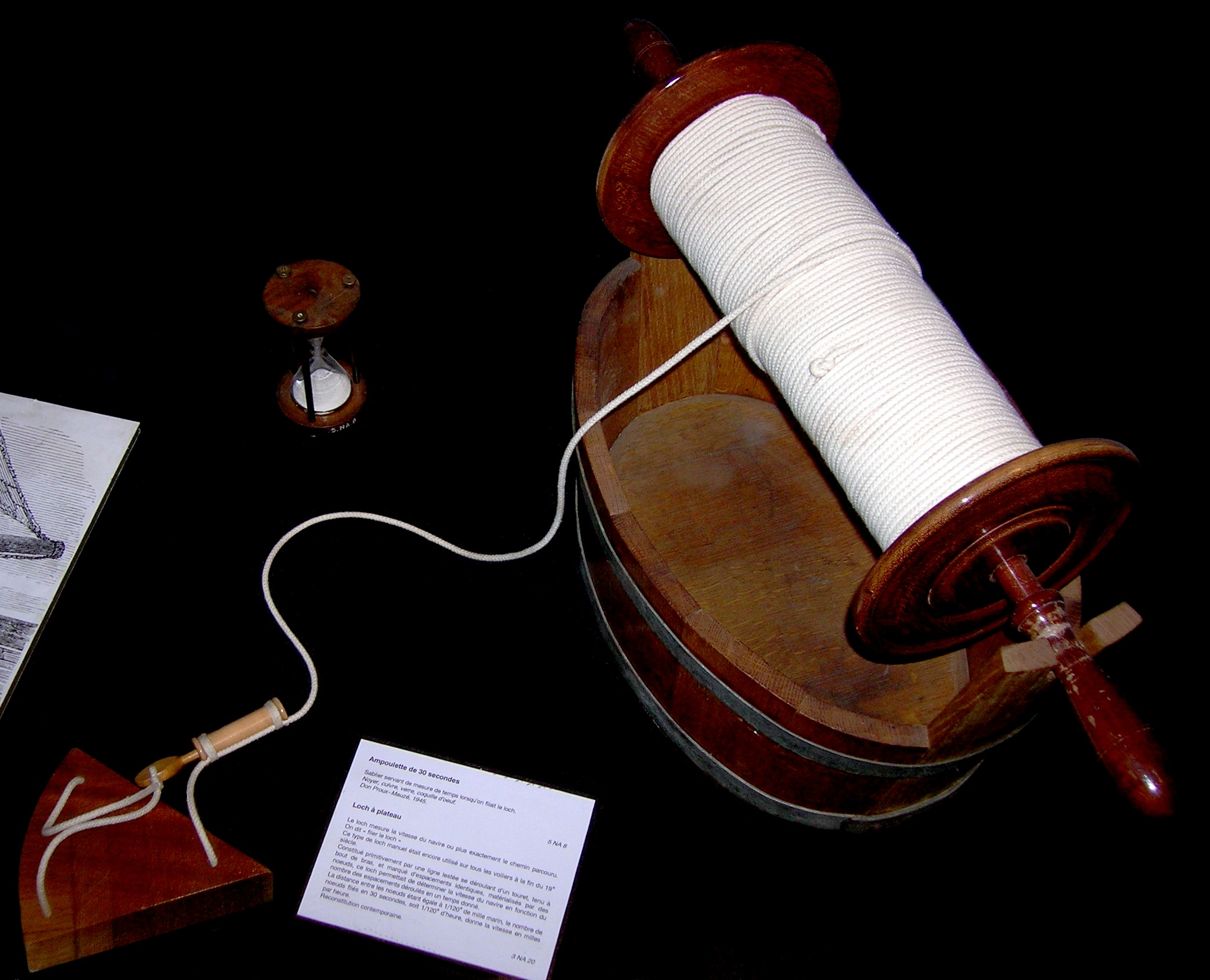
Barquinha

A barquinha, ou barca, é um dos mais antigos aparelhos que se conhece destinados a medir a velocidade de um barco. 

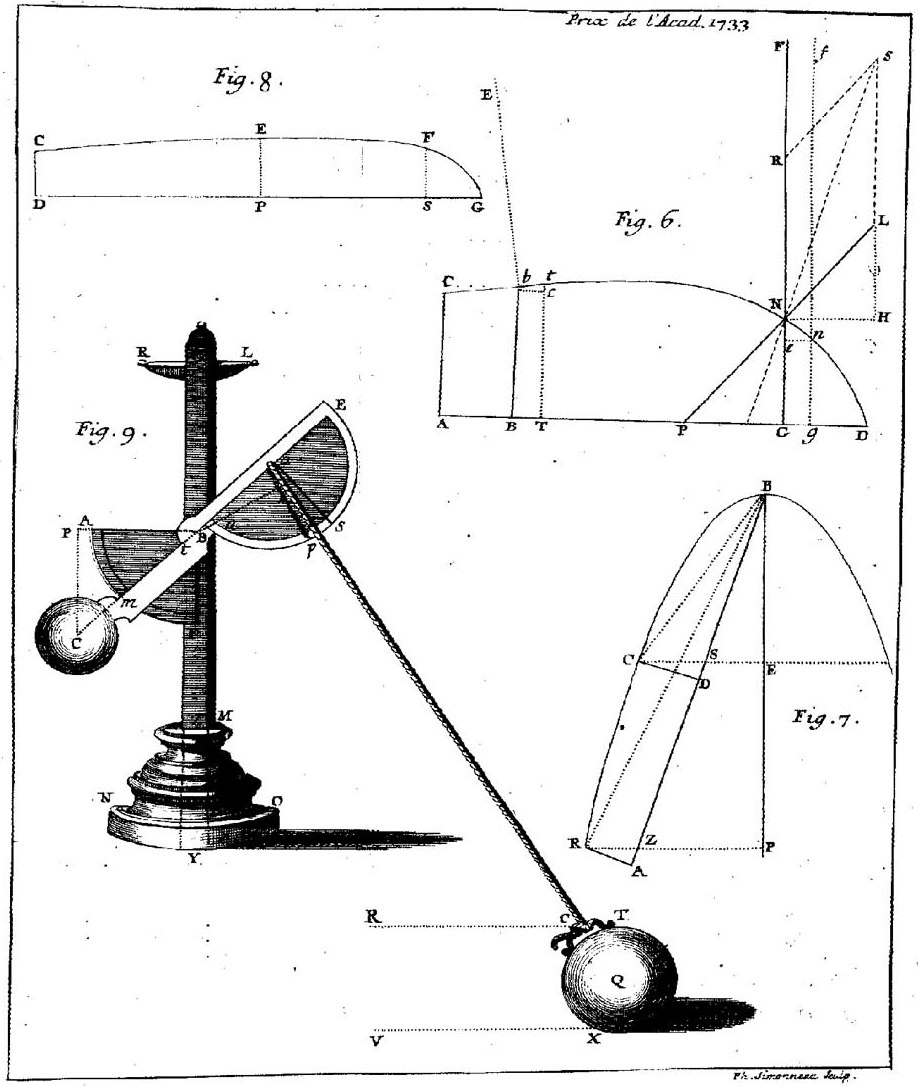
Barquinha, 1734

Atribui-se esta invenção ao português Bartolomeu Crescêncio, fins do séc.XV princípios do séc.XVI. Trata-se de um instrumento destinado a medir a velocidade de um barco. Um setor de madeira preso por um cabo que, marcado com nós espaçadamente, deixava-se correr por um determinado período de tempo. Daí o nome de nó atribuído à unidade de velocidade de uma embarcação.